# 關東三大不動
關東三大不動，是指日本歷史記載的征夷大將軍支配下的關八州，三座以不動明王為本尊寺院的總稱。

## 概要
關東三大不動寺為：成田山新勝寺和高幡山金剛寺，自古以來就被算在裡面 ，但第三座寺有很多說法。

## 例子
例1 
- 成田新胜寺（成田不动尊）千叶县
- 高幡山金剛寺 （高幡不動尊） 日本东京
- 玉嶹山總願寺（不動ヶ岡不動尊） ，埼玉县

例2 
- 成田新胜寺 （成田不动尊） 千叶县
- 高幡山金剛寺 （高幡不動尊） 日本东京
- 雨降山大山寺（大山不動尊），神奈川县

例3 
- 成田新胜寺（成田不动尊） 千叶县
- 高幡山金剛寺（高幡不動尊） 日本东京
- 高貴山常樂院（高山不動尊） ，埼玉县

例4 
- 成田新胜寺（成田不动尊） 千叶县
- 高幡山金剛寺（高幡不動尊）  日本东京
- 大聖寺（越谷市） （大相模不动尊） ，埼玉县， 越谷市

## 相关的项目
- 關東三大列表（日语：関東三大一覧）